# Discografia de New Found Glory
Este anexo lista a discografia da banda New Found Glory.

## Álbuns de estúdio
| 1999                                  | Nothing Gold Can Stay - Lançamento: 19 de Outubro de 1999 - Gravadora: Drive-Thru Records, Eulogy Recordings | —   | — | — | —  | —   | —   |                         |
| 2000                                  | New Found Glory - Lançamento: 26 de Setembro de 2000 - Gravadora: Drive-Thru, MCA                            | 107 | — | 1 | —  | —   | 136 | - EUA: Ouro             |
| 2002                                  | Sticks and Stones - Lançamento: 11 de Junho de 2002 - Gravadora: Drive-Thru, MCA                             | 4   | — | — | 33 | 100 | 10  | - EUA: Ouro - CAN: Ouro |
| 2004                                  | Catalyst - Lançamento: 18 de Maio de 2004 - Gravadora: Drive-Thru, Geffen                                    | 3   | — | — | 32 | 154 | 27  | - EUA: Ouro             |
| 2006                                  | Coming Home - Lançamento: 19 de Setembro de 2006 - Gravadora: Drive-Thru, Geffen, Suretone                   | 19  | — | — | 48 | —   | 86  |                         |
| 2009                                  | Not Without a Fight - Lançamento: 10 de Março de 2009 - Gravadora: Epitaph                                   | 12  | 1 | — | 36 | —   | 83  |                         |
| 2011                                  | Radiosurgery - Lançamento: 4 de outubro de 2011 - Gravadora: Epitaph                                         | 26  | 4 | — | 50 | —   | 142 |                         |
| 2014                                  | Resurrection - Lançamento: 7 de outubro de 2014 - Gravadora: Hopeless                                        | 25  | 5 | — | 33 | —   | 74  |                         |
| 2017                                  | Makes Me Sick - Lançamento: 28 de abril de 2017 - Gravadora: Hopeless                                        | 40  | 1 | — | 36 | —   | 55  |                         |
| "—" indica que não chegou as paradas. | |     |   |   |    |     |     |                         |

## Compilações
| Ano  | Detalhes                                                   | Posição |
| Ano  | Detalhes                                                   | US      |
| ---- | ---------------------------------------------------------- | ------- |
| 2008 | Hits - Lançamento: 18 de Março de 2008 - Gravadora: Geffen | 167     |

## Cover
| 2000                      | From the Screen to Your Stereo - Lançamento: 28 de Março de 2000 - Gravadora: Drive-Thru            | —  | — | 37 |
| 2007                      | From the Screen to Your Stereo Part II - Lançamento: 18 de Setembro de 2007 - Gravadora: Drive-Thru | 42 | 4 | —  |
| "—" não chegou às tabelas | |    |   |    |

## Vídeo
| Ano  | Detalhes                                                                                           |
| ---- | -------------------------------------------------------------------------------------------------- |
| 2002 | The Story So Far - Lançamento: 15 de Outubro de 2002 - Gravadora: Drive-Thru, MCA                  |
| 2004 | This Disaster: Live in London - Lançamento: 23 de Novembro de 2004 - Gravadora: Drive-Thru, Geffen |

## EP's
| Ano  | Detalhes                                                                                   | Posição |
| Ano  | Detalhes                                                                                   | US      |
| ---- | ------------------------------------------------------------------------------------------ | ------- |
| 1997 | It's All About the Girls - Lançamento: 20 de Dezembro de 1997 - Gravadora: Fiddler Records | —       |
| 2008 | Tip of the Iceberg - Lançamento: 29 de Abril de 2008 - Gravadora: Bridge 9 Records         | 136     |

## Splits
| 2009                       | Not Without a Heart Once Nourished by Sticks and Stones Within Blood Ill-Tempered Misanthropy Pure Gold Can Stay - Lançamento: 26 de Março de 2009 - Gravadora: Bridge 9 | — |
| 2010                       | Swiss Army Bro-Mance | — |
| "—" não chegou às tabelas. | |   |

## Singles
| Ano                        | Tíyulo                         | Posição | Posição | Posição | Álbum                                  |
| Ano                        | Tíyulo                         | US      | US Mod. | UK      | Álbum                                  |
| -------------------------- | ------------------------------ | ------- | ------- | ------- | -------------------------------------- |
| 1999                       | "Hit or Miss"                  | —       | —       | —       | Nothing Gold Can Stay                  |
| 2000                       | "Hit or Miss"                  | —       | 15      | 58      | New Found Glory                        |
| 2000                       | "Dressed to Kill"              | —       | —       | —       | New Found Glory                        |
| 2002                       | "My Friends Over You"          | 85      | 5       | 30      | Sticks and Stones                      |
| 2002                       | "Head on Collision"            | —       | 28      | 64      | Sticks and Stones                      |
| 2003                       | "Understatement"               | —       | —       | —       | Sticks and Stones                      |
| 2003                       | "Ex-Miss"                      | —       | —       | —       | Sticks and Stones                      |
| 2004                       | "All Downhill from Here"       | —       | 11      | 58      | Catalyst                               |
| 2004                       | "Truth of My Youth" (Acústico) | —       | —       | —       | Catalyst                               |
| 2004                       | "Failure's Not Flattering"     | —       | —       | 67      | Catalyst                               |
| 2005                       | "I Don't Wanna Know"           | —       | —       | 48      | Catalyst                               |
| 2006                       | "It's Not Your Fault"          | —       | —       | —       | Coming Home                            |
| 2007                       | "Kiss Me"                      | —       | —       | 118     | From the Screen to Your Stereo Part II |
| 2008                       | "Dig My Own Grave"             | —       | —       | —       | Tip of the Iceberg                     |
| 2008                       | "Listen to Your Friends"       | —       | —       | —       | Not Without a Fight                    |
| 2009                       | "Don't Let Her Pull You Down"  | —       | —       | —       | Not Without a Fight                    |
| "—" não chegou às tabelas. |                                |         |         |         |                                        |

## Vídeo clips
| Ano  | Título                     | Director                           |
| ---- | -------------------------- | ---------------------------------- |
| 1999 | "Hit or Miss"              |                                    |
| 2001 | "Hit or Miss"              | Smith n' Borin                     |
| 2000 | "Dressed to Kill"          | Richard Reines                     |
| 2002 | "My Friends Over You"      | The Malloys                        |
| 2002 | "Head on Collision"        | The Malloys                        |
| 2003 | "Understatement"           | Marc Steinberger / New Found Glory |
| 2004 | "All Downhill from Here"   | Meiert Avis / No Brain             |
| 2004 | "Failure's Not Flattering" | Meiert Avis                        |
| 2004 | "I Don't Wanna Know"       | Liz Friedlander                    |
| 2006 | "It's Not Your Fault"      | Brett Simon                        |
| 2007 | "Kiss Me"                  |                                    |
| 2008 | "Dig My Own Grave"         | Joseph Pattisall                   |
| 2009 | "Listen to Your Friends"   | Meiert Avis                        |